# J. Howard Marshall
James Howard Marshall II, född 24 januari 1905 i Germantown, Philadelphia, Pennsylvania, död 4 augusti 1995 i Houston, Texas, var en amerikansk affärsman inom oljeindustrin och miljardär.
Han blev känd för den bredare allmänheten i och med det skandalomsusade äktenskapet med Anna Nicole Smith 27 juni 1994. Han var då 89 år gammal, och dog drygt ett år efter bröllopet.